# Peligroso amor
«Peligroso amor» es una balada escrita por Gogo Muñoz, producida por Humberto Gatica e interpretada por la cantante chilena Myriam Hernández. La canción fue lanzada como el sencillo principal de su segundo álbum de estudio Dos (1990) y se convirtió en su primer sencillo número uno en la lista Billboard Top Latin Songs. Gogo Muñoz también escribió el sencillo debut de Hernández titulado «El hombre que yo amo», sencillo top ten en la lista antes mencionada en 1989. Todos los sencillos lanzados del álbum Dos fueron éxitos internacionales que estuvieron varias semanas en el número uno de las listas de América Latina. Este álbum también marcó un récord en la lista Latin Pop Albums en Estados Unidos al mantenerse en el número uno durante 18 semanas consecutivas. El video musical de la canción fue producido por Luis De Llano y recibió una nominación al Billboard a mejor video latino de artista femenina. Fue nominado en la categoría de Mejor Video de Artista Femenina en el Latin field.
La canción debutó en el Billboard Top Latin Songs (anteriormente Hot Latin Tracks) en el puesto 34 en la semana del 11 de agosto de 1990, subiendo al top diez tres semanas después, alcanzando el número uno el 6 de octubre de 1990, ocupando esa posición durante dos semanas, reemplazando a "Amnesia" del cantante mexicano José José, y sucedido por "Completamente Enamorados" de Chayanne.
«Peligroso amor» fue versionada por la cantante estadounidense Brenda K. Starr en 1997. Starr también grabó «Herida», el tercer sencillo de Dos, en su álbum Te sigo esperando, el cual fue premiado con una certificación de álbum Platino en Estados Unidos. Hernández incluyó la canción en sus álbumes recopilatorios Todo lo mío (1992), Mis mejores canciones: 17 súper éxitos (1993) y Huellas (2004).También fue versionada por la cantante Leslie Grace en una edición especial de su disco homónimo de 2013.

## Posicionamiento en listas
| Lista (1990-1991)                          | Mejor posición |
| ------------------------------------------ | -------------- |
| Chile (UPI)                                | 1              |
| Colombia (UPI)                             | 4              |
| El Salvador (UPI)                          | 5              |
| Estados Unidos (Billboard Top Latin Songs) | 1              |
| Perú (UPI)                                 | 10             |